# Satyendra Prassano Sinha
Satyendra Prassano Sinha, lord Sinha, född 1864 i Bengalen, död 1928, var en indisk advokat, ämbetsman och politiker.
Han studerade juridik i London, blev 1886 medlem av engelska advokatståndet och vann stort anseende som praktiserande advokat i Calcutta. 
Han var 1908-1909 och 1916-1917 Bengalens generaladvokat och 1909-1910 medlem av vicekungens exekutiva råd, den förste infödde indier, som tillhört rådet. 1918 var han medlem av brittiska krigskabinettet och 1919 en av Indiens representanter vid fredskonferensen i Paris. Han erhöll 1915 knightvärdighet (sir Satyendra) och blev 1919 peer (baron Sinha of Raipur) samt var 1919-1920 understatssekreterare för Indien. Som sådan förde han regeringens talan vid behandlingen av Montagus Government of India act i överhuset. Sinha var 1920-1921 guvernör över Bihar och Orissa, den förste infödde indier, som erhållit en sådan befattning. Han var moderat anhängare av de indiska strävandena för självstyrelse med bevarande av full lojalitet mot det brittiska riket.